# Wiener Trinkbrunnen

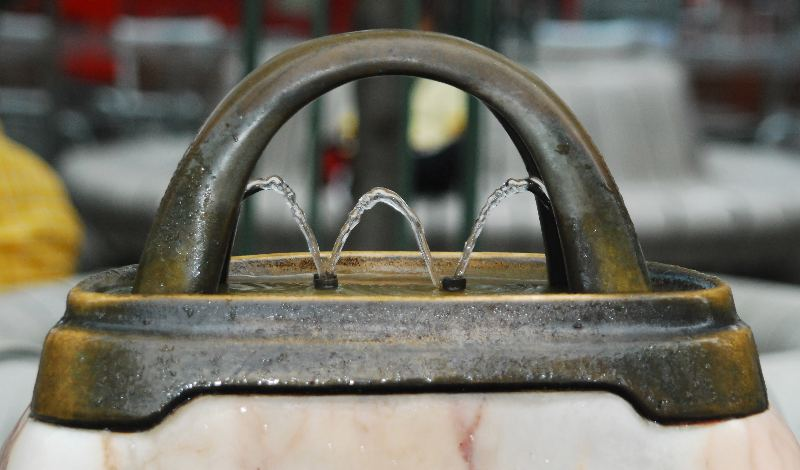
W - Wien und Wasser

Die Wiener Trinkbrunnen wurden und werden von der Wiener Stadtverwaltung aufgestellt, um Einwohnern und Touristen die Möglichkeit einer kostenlosen Erfrischung zu bieten.

## Typen

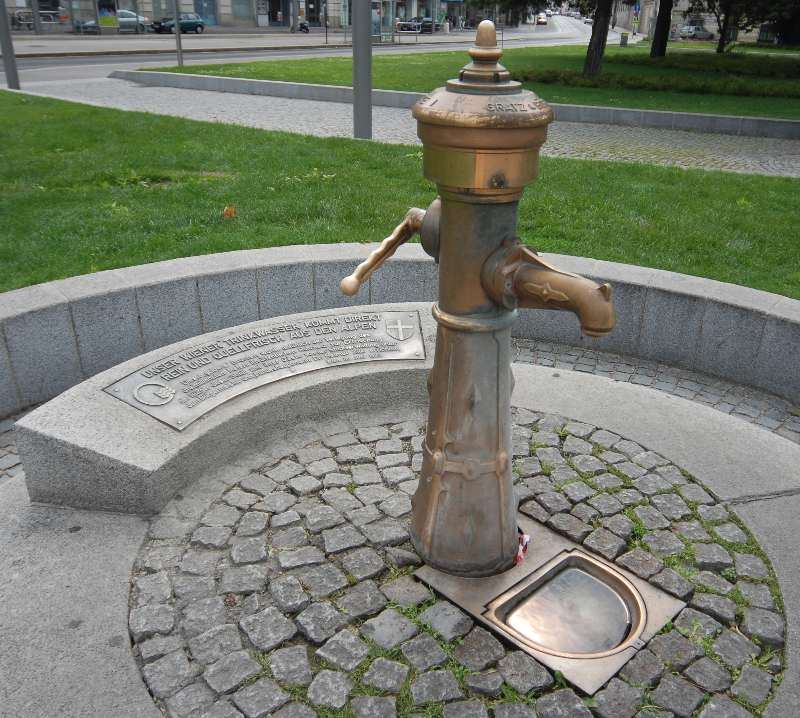
Trinkbrunnen auf dem Schwarzenbergplatz

Im Stadtbild von Wien finden sich drei Haupttypen von Trinkbrunnen, insgesamt handelt es sich dabei (mit Stand 2024) um rund 1500 Brunnen. Betreut werden diese ebenso wie 55 Denkmalbrunnen von der Magistratsabteilung MA 31 - Wiener Wasserwerke und von den Wiener Stadtgärten.

### Altstadttrinkbrunnen
Die Gestaltung des aus Sphäroguss hergestellten „Altstadttrinkbrunnens“ mit einer Höhe von 1,14 Metern über dem Straßenniveau entspricht dem eines seit der Wende vom 19. zum 20. Jahrhundert hergestellten Brunnentyps.
Das Wasser fließt nur, solange der an der Rückseite befindliche Hebel niedergedrückt wird. Die meisten dieser Brunnen verfügen über ein zusätzliches Auffangbecken, das zwar als Abfluss fungiert, aber auch gleichzeitig die Funktion einer Tiertränke übernimmt.
Seiner altmodischen Form wegen werden diese Brunnen vor allem in Stadtteilen mit überwiegendem Altbaubestand eingesetzt.
Auf dem Schwarzenbergplatz neben dem Hochstrahlbrunnen wurde anlässlich der Verlegung des dreimillionsten Rohrmeters im Netz der Wiener Wasserversorgung ein derartiger Brunnen – allerdings an Stelle der sonst üblichen schwarzen Farbe goldfarbig und daher „goldener“ Brunnen genannt – im Juni 1988 aufgestellt.

### Edelstahltrinkbrunnen

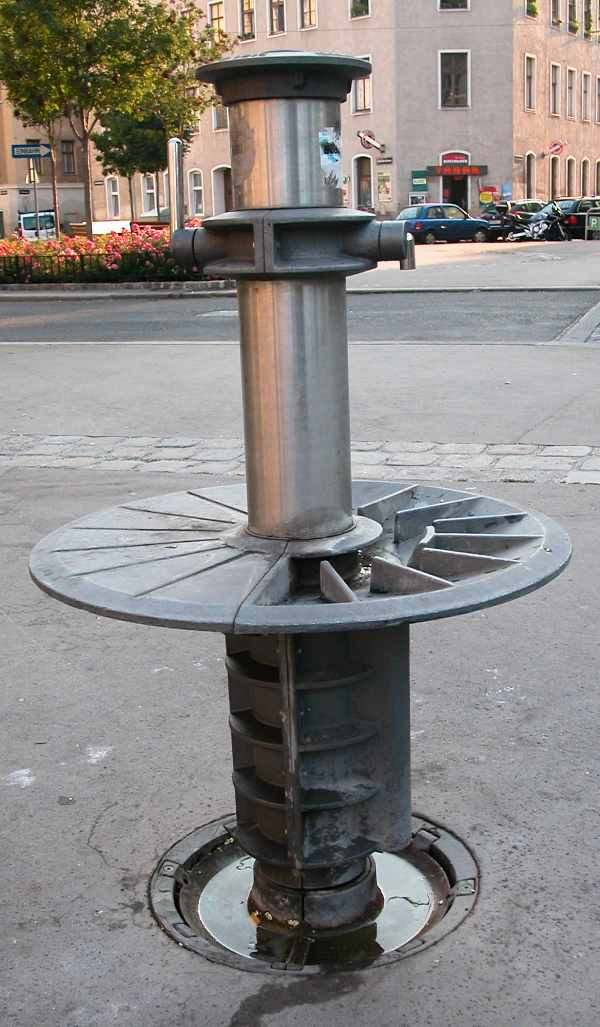
Edelstahlbrunnen

Die modernste Form der in Wien eingesetzten industriell gefertigten Trinkbrunnen ist der Edelstahltrinkbrunnen. Entwickelt wurde dieser Trinkbrunnen vor allem für die Aufstellung in neu erschlossenen Stadtteilen mit modern gestaltetem Umfeld. Die Gestaltung wurde sowohl vom Österreichischen Institut für Formgebung als auch vom Industrieforum Design Hannover ausgezeichnet.
Der Edelstahltrinkbrunnen besteht aus einem glatten Stahlrohr von rund 1,12 Metern Höhe über dem Straßenniveau. An der Rückseite des Auslaufrohres befindet sich ein Hebel, der während der Betätigung den Wasserfluss freigibt. Darunter sitzt auf einer aus Rippen und Ringen bestehenden Ummantelung des Stahlrohres die Auffangschale mit einem Durchmesser von etwa 72 Zentimetern auf.
In den Boden versenkt findet sich eine ringförmige Auffangschale, die auch als Tränke für Tiere dient.

### Trinkhydrant
Eine Neuerung bei den Trinkbrunnen in Wien stellt der in den 2010er Jahren neu entwickelte Trinkhydrant dar.
Durch eine Änderung der Leitungsanschlüsse im Hydrantengehäuse kann bei den in Wien gebräuchlichsten Feuerhydrantenmodellen „Altstadt“, „Edelstahl“ und „Industrie“ ohne Grabungsarbeiten zusätzlich ein entsprechender Aufsatz mit der Bedienungsarmatur und dem Auslaufrohr installiert werden. Von rund 12.000 Feuerhydranten im Raum Wien könnten etwa 700 auf die neue Doppelfunktion umgerüstet werden.

### Wiener Trinkbrunnen

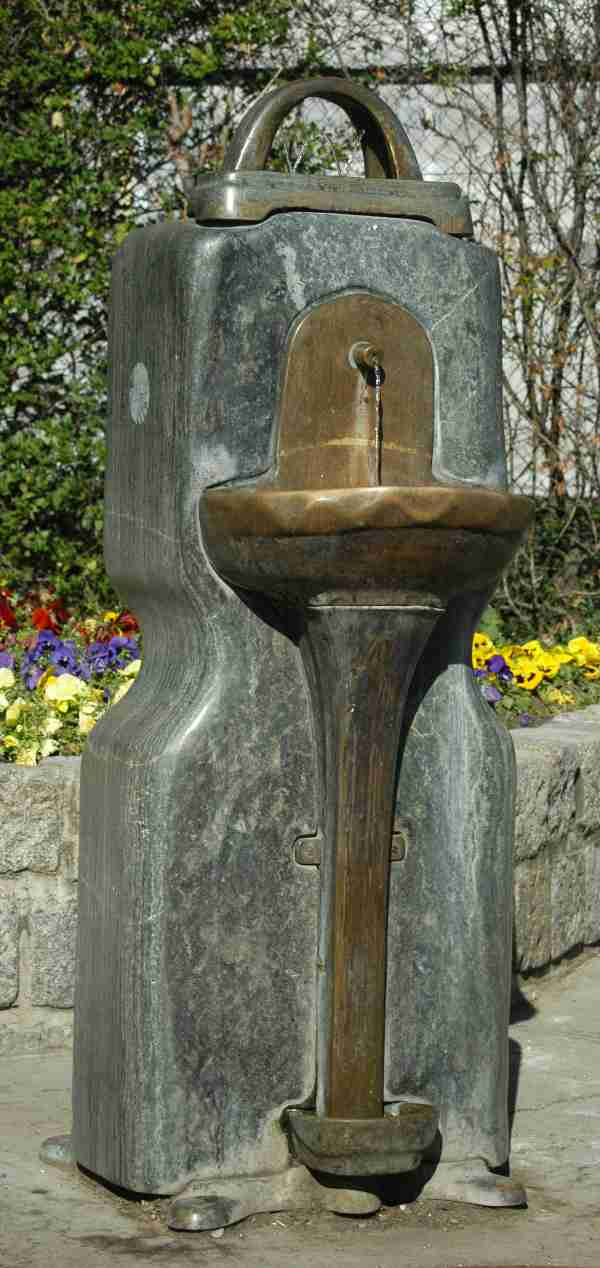
Ein Muhr-Trinkbrunnen

Hans Muhr gestaltete einen Wiener Trinkbrunnen, auch Muhr-Brunnen genannt, der seit dem Jahr 2000 in großer Zahl von der Wiener Stadtverwaltung unter Mithilfe von Sponsoren im gesamten Stadtgebiet aufgestellt wird. Als Freundschaftsgeschenk findet dieser Brunnentyp seinen Weg aber auch weit über die Grenzen Österreichs hinaus, beispielsweise nach
- Berlin
- Budapest
- Chicago
- Genf
- Hongkong
- Leipzig
- Stockholm[7][8]

Der knapp 1,5 m hohe Muhr-Brunnen besteht aus der Kombination eines etwa 1,3 Meter hohen Natursteines – beispielsweise verschiedene Marmorarten – sowie Gussteilen aus Bronze.
Zuoberst sitzt ein Gussteil, das an ein kleines Henkelkörbchen erinnert. Darinnen entspringen aus zwei Düsen 3 kleine Wasserstrahlbögen, die zusammen ein dem Henkel eingeschriebenes „W“ formen.
Das größte Gussteil bildet als Brunnenvorderseite in einem Stück den Auslauf für das Wasser, ein darunter befindliches kleines Becken, das in ein Ablaufrohr übergeht und das Wasser in ein kleines bodennahes Auffangbecken leitet, das als Tiertränke dient.
Der Steinblock sitzt auf vier Bronzefüßen auf und der Deckel am Boden dahinter, der den Schacht zu den Armaturen abdeckt, trägt Angaben über den Sponsor des jeweiligen Brunnens.
Im Gegensatz zu den anderen Trinkwasserbrunnen läuft bei diesem Brunnentyp das Wiener Hochquellwasser während der warmen Jahreszeit ununterbrochen. Dank seiner Konstruktion ohne Bedienungselemente ist er vandalismussicher und muss im Winter auch nicht eingehaust werden.
Die Stadt Berlin bedankte sich für den Wiener Trinkbrunnen mit einem eigenen Trinkbrunnen, ebenfalls einem Entwurf von Muhr. Dieser befindet sich im 15. Wiener Gemeindebezirk Rudolfsheim-Fünfhaus in der Wiener Wasserwelt.
Wie sowohl der ORF als auch eine österreichische Tageszeitung im Jahr 2008 meldeten, sollten allerdings zahlreiche dieser Muhr-Brunnen aus der Innenstadt von Wien entfernt werden, Gründe sind nicht bekannt geworden.

## Mobile Trinkbrunnen in Wien

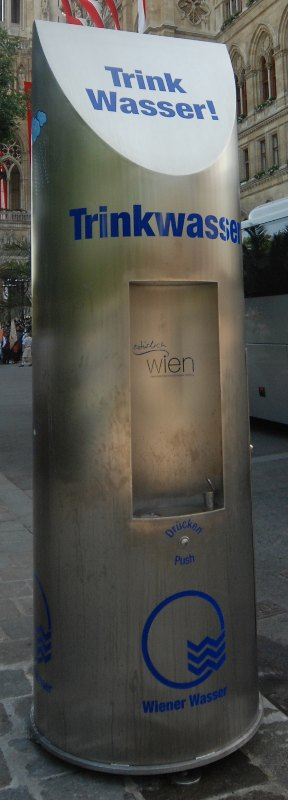
Mobiler Trinkbrunnen

Basierend auf einer internen Initiative des Fachbereichs Wasserverteilung entwickelten die Wiener Wasserwerke gemeinsam mit einer Metallbaufirma einen mobilen Trinkwasserbrunnen für Großveranstaltungen in der Stadt. Erstmals eingesetzt wurde dieser Brunnentyp bei der in Österreich und der Schweiz gemeinsam durchgeführten Fußball-Europameisterschaft 2008, weshalb er auch Euro-Brunnen genannt wird. Insgesamt zehn dieser fast drei Meter hohen und damit weithin sichtbaren Trinkbrunnen wurden während dieser Zeit in der Fan-Zone auf der Wiener Ringstraße und an anderen prominenten Plätzen der Stadt aufgestellt.
Der Brunnen besteht aus einer Säule aus glattem, halbmattem Niro-Blech, deren kreisförmiger Querschnitt sich im Durchmesser – an der Basis zirka 80–90 cm – nach oben um etwa 20 Prozent verjüngt. Dank dickem Bodenring und 500 kg Masse steht er stabil. Zwei schräge Flächen bilden ein markantes Satteldach. Ebenfalls vorne und hinten weist der Brunnen im mittleren Höhendrittel je eine Einbuchtung mit Becken und Wasserspender auf. Sparsam sprudelt eine kleine Wasserfontäne nur während des Drückens eines Knopfs unterhalb der Nische.
Oben an einer Seite weist der Brunnen feine Düsen auf, die knopfausgelöst eine Zeitlang einen feinen Sprühregen liefern, der Kopf und Körper befeuchtet, um sich mit Verdunstungskälte äußerlich kühlen zu können.
Der Brunnen wird per Kran als Ganzes über einen Hydranten – Typ Über- oder Unterflur – gehoben. Sein Inneres ist durch eine seitliche Tür mittels Kantschlüssel zugänglich, um den Wasseranschluss per flexiblem Schlauch herzustellen aber auch der Feuerwehr weiterhin rasch den Zugang zum Hydranten zu erlauben.
Mit Stand Juni 2015 betrieb Wiener Wasser 11 Stück dieser Brunnen. Sie kommen temporär auch bei dem Donauinselfest oder beim Vienna City Marathon zum Einsatz oder stehen in der wärmeren Saison etwa von März bis Oktober an Plätzen mit großem Touristenaufkommen, wie dem Heldenplatz oder Praterstern.